# Zona metropolitana de Puerto Vallarta
La zona metropolitana de Puerto Vallarta es una de las 48 zonas metropolitanas delimitadas por la SEDATU, el CONAPO y el INEGI, resultante de la fusión del municipio de Bahía de Banderas en Nayarit con el municipio de Puerto Vallarta en Jalisco.
Estos dos municipios comparten una conurbación continua que alberga una población de 479 471 habitantes, convirtiéndose en la 29.ª zona metropolitana más poblada de México y la 2.ª más poblada en el estado de Jalisco y Nayarit, según el Instituto Nacional de Estadística y Geografía en 2020.

## Delimitación
La zona metropolitana de Puerto Vallarta, según datos del INEGI en 2020, se ubica entre los estados de Nayarit y Jalisco en México, localizada en la costa del océano Pacífico. Se conforma oficialmente por dos municipios: Bahía de Banderas, en Nayarit y Puerto Vallarta, en Jalisco, ambos municipios son considerados como centrales, es decir, comparten la misma conurbación y forman parte de la ciudad central. Cabe mencionar que la zona metropolitana no implica una sola entidad administrativa.

## Población
La zona metropolitana de Puerto Vallarta sumó 479 471 habitantes en el 2020 según datos del INEGI, convirtiéndose así en la 29ª zona metropolitana más poblada de México y la segunda más poblada en los estados de Nayarit —solo superada por la zona metropolitana de Tepic— y de Jalisco —solo superada por la zona metropolitana de Guadalajara, además de ser la zona metropolitana costera más grande de ambos estados.
Su superficie total es de 1452.2 km² con una densidad de población de 330.1 habitantes por km². El municipio más poblado de la zona es Puerto Vallarta con 291 839 mil habitantes, es decir, con el 60.8 % de la población total de la zona metropolitana.
| Municipio         | Población | Superficie (km²) | Densidad (hab/km²) |
| ----------------- | --------- | ---------------- | ------------------ |
| Puerto Vallarta   | 291 839   | 680.8            | 428.6              |
| Bahía de Banderas | 187 632   | 771.4            | 243.2              |
| Total             | 479 471   | 1452.2           | 330.1              |

### Localidades por población
Estos son los 10 principales núcleos de población de la zona metropolitana de Puerto Vallarta, cuyos datos están referidos al año 2020. 
|    | Localidad            | Población | Municipio         |
| -- | -------------------- | --------- | ----------------- |
| 1  | Puerto Vallarta      | 224 166   | Puerto Vallarta   |
| 2  | Ixtapa               | 39 083    | Puerto Vallarta   |
| 3  | San Vicente          | 38 666    | Bahía de Banderas |
| 4  | San José del Valle   | 35 486    | Bahía de Banderas |
| 5  | Mezcales             | 24 309    | Bahía de Banderas |
| 6  | Bucerías             | 16 161    | Bahía de Banderas |
| 7  | San Juan de Abajo    | 11 090    | Bahía de Banderas |
| 8  | Las Juntas           | 10 242    | Puerto Vallarta   |
| 9  | San Clemente de Lima | 9561      | Bahía de Banderas |
| 10 | Las Jarretaderas     | 9462      | Bahía de Banderas |